# Malguénac
Malguénac település Franciaországban, Morbihan megyében. Lakosainak száma 1849 fő (2022. január 1.). Malguénac Cléguérec, Pontivy, Le Sourn, Guern és Séglien községekkel határos.

## Népesség
A település népességének változása:
| Lakosok száma | 1076 | 1419 | 1631 | 1718 | 1782 | 1823 | 1843 | 1841 | 1840 | 1849 |
|               | 1968 | 1982 | 1990 | 2006 | 2013 | 2015 | 2017 | 2019 | 2020 | 2022 |